# Stockton (Australie)
Stockton est une banlieue de Newcastle, en Australie. Il s'agit de la seule banlieue de Newcastle située au Nord de la rivière Hunter.